# کونوئه نوبوتادا
کونوئه نوبوتادا (به ژاپنی: 近衛 信尹 Konoe Nobutada); ۱ ژانویهٔ ۱۵۶۵ – ۱ ژانویهٔ ۱۶۱۴) نقاش، خوشنویس، شاعر، و کانپاکو اهل ژاپن بود.